# Nicholas True
Nicholas True, baron True of East Sheen (ur. 31 lipca 1951) – brytyjski polityk, członek Partii Konserwatywnej, od 2010 dożywotni członek Izby Lordów, w latach 2020–2022 minister stanu w Cabinet Office, od 2022 do 2024 Przewodniczący Izby Lordów oraz Lord tajnej pieczęci. Od 2022 lider Partii Konserwatywnej w Izbie Lordów.

## Życiorys
Urodził się 31 lipca 1951 r. jako syn Edwarda Thomasa True i Kathleen Louise True. W 1973 r. ukończył studia z dziedziny klasyki i historii na Peterhouse w Cambridge.
23 grudnia 2010 r. został dożywotnim członkiem Izby Lordów jako Baron True, z East Sheen w hrabstwie Surrey.
W okresie od 14 lutego 2020 r. do 6 września 2022 r. pełnił funkcję ministra stanu w Cabinet Office.
W dniu 6 września 2022 r. premier Liz Truss awansowała go do gabinetu i mianowała liderem Izby Lordów.
W dniu 13 września 2022 r. został zaprzysiężony na członka Tajnej Rady Wielkiej Brytanii.
5 lipca 2024 zakończył urzędowanie na stanowiskach Lord tajnej pieczęci i przewodniczącego Izby Lordów, w związku z dymisją gabinetu Rishiego Sunaka. Objął wówczas te same funkcje w utworzonym przez Sunaka gabinecie cieni i utrzymał je w po wyborze Kemi Badenoch na liderkę Partii Konserwatywnej.

## Życie prywatne
Od 1979 r. jest mężem Anny-Marie Elenę Kathleen Blanco. Mają dwóch synów i jedną córkę.
Prywatnie interesuje się historią, ogrodnictwem i sportem. Włada biegle językiem włoskim.